# Per Olof Ekström
 (septembre 2019).
Si vous disposez d'ouvrages ou d'articles de référence ou si vous connaissez des sites web de qualité traitant du thème abordé ici, merci de compléter l'article en donnant les références utiles à sa vérifiabilité et en les liant à la section « Notes et références ».
Œuvres principales
- Sommardansen

Per Olof Ekström (né le 26 avril 1926 à Vänersborg, Suède ; † 4 octobre 1981 à Bucarest, Roumanie) est un écrivain et journaliste suédois.
Il a acquis une renommée mondiale grâce à l'adaptation cinématographique de son roman Sommardansen (publié en 1949 et traduit en français sous le titre Elle n'a dansé qu'un seul été).
L'adaptation cinématographique du roman intitulée Hon dansade en sommar (Elle n'a dansé qu'un seul été, 1951) est l'un des films suédois les plus réussis de tous les temps. Le film a fait sensation sur le plan international pour sa liberté de ton, sa condamnation sans appel de la société suédoise puritaine et ses émouvantes scènes de nu.

## Œuvres (titres originaux)
- Den ensamme 1947
- Sommardansen (1949 ; porté à l'écran en 1952 sous le titre Hon dansade en sommar)
- Den blomstertid nu kommer 1951
- Mördande vår 1953
- Gå i ringen 1956
- Berit flickebarn 1956
- Den vänliga staden 1958
- Fjäril och flamma 1960
- Beskärda del 1961
- Den 13 augusti 1962
- Midsommarnatt 1963
- Väntans år 1964
- Vendela 1965
- Bita huvudet av skammen 1966
- Vilddjurets märke 1967
- Johannes Rimsmed 1968
- Dubbel glädje 1968
- Drömmar av kött och blod 1968
- Den som är utan synd 1968
- Mordet på modernäringen 1969
- Hon dansade i sängen 1969
- Tänk om jag gifter mig med pappa 1969
- Arsenik och nattvardsvin 1971
- Fatimas hand 1971
- Blåögd bandit 1972
- Signor vankelmod 1972
- Förhäxad av sex 1973
- Flykt i norr 1973
- Bruno von Adlershain 1973
- Maj i november 1973
- Den trånga dalen 1974
- En stad ovan molnen 1974
- Den tjugotredje 1974
- Hälsokällornas land -Rumänien 1975
- Vår man är inte du 1975
- Österns portar 1976
- Dom stenkåta 1976
- Klarsjöspelet 1976
- Undan stormen 1977
- Ceaușescu och Rumänien 1977
- Vinna freden 1978
- Drakens son 1979
- Dynamit 1980